# دومينيك براون (عازف قيثارة)
دومينيك براون (بالإنجليزية: Dominic Brown)‏ هو عازف قيثارة وكاتب أغاني بريطاني، ولد في 14 يونيو 1972 في مانشستر في الولايات المتحدة.